# III/6 dywizjon myśliwski

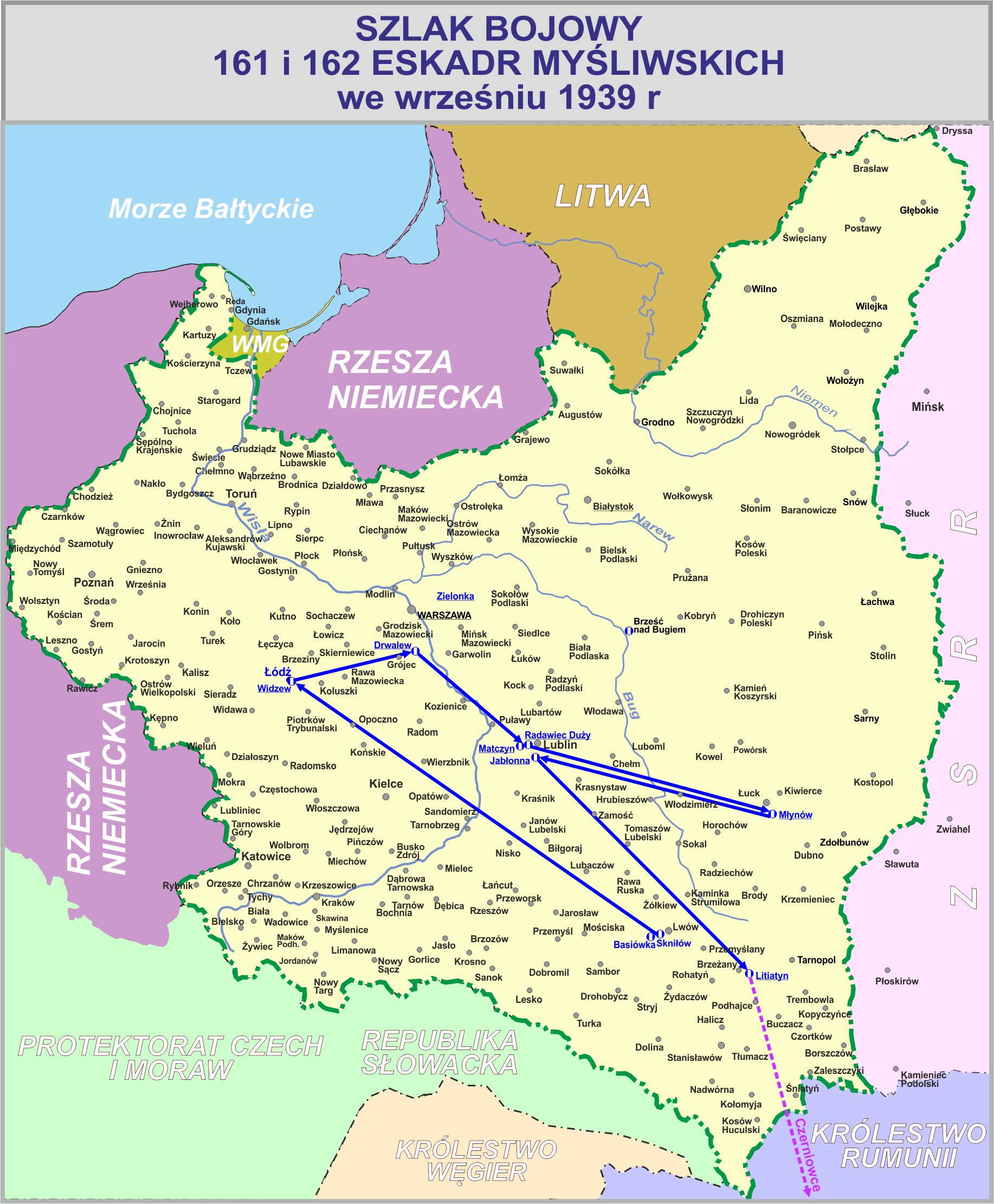

III/6 dywizjon myśliwski –III dywizjon myśliwski 6 pułku lotniczego (III/6 dm) – pododdział lotnictwa myśliwskiego Wojska Polskiego w II Rzeczypospolitej.
Dywizjon sformowany został jesienią 1937 na lotnisku Lwów-Skniłów, w składzie 6 pułku lotniczego.

W kampanii wrześniowej walczył w ramach lotnictwa i OPL Armii „Łódź”.

## Formowanie i szkolenie
W 1937 polskie lotnictwo wojskowe weszło w ostatnią faza reorganizacji zmierzającej do utworzenia pułków lotniczych zarówno z dywizjonami myśliwskimi, liniowymi jak i towarzyszącymi.
Rozkazem Ministra Spraw Wojskowych L.dz.DDO 4359 z 19 lipca 1937 utworzono w ramach 6 pułku lotniczego dwueskadrowy dywizjon myśliwski. Zalążkiem organizującego się dywizjonu miała być początkowo 143 eskadra myśliwska 4 pułku lotniczego. Ostatecznie zdecydowano się na 133 eskadrę myśliwską 3 pułku lotniczego.
W drugiej połowie października 1937 nastąpiło rozwiązanie 133 eskadry, a 31 października 10 samolotów PZL.P.7 pod dowództwem mjr.pil. Stanisława Morawskiego odleciało na lotnisko Skniłów. Z Poznania do Skniłowa przybył też personel techniczny i administracyjny.
Na bazie byłej 133 eskadry myśliwskiej zorganizowano 161 eskadrę myśliwską. Jeszcze w czasie organizacji eskadra oddała swoje PZL P.7a 151 eskadrze myśliwskiej z Wilna.
W zamian otrzymała myśliwce PZL P. 11c. Kolejna eskadra dywizjonu – 162 eskadra myśliwska powstała również na bazie poznańskiej 133 eskadry, a jej uzupełnieniem  byli świeżo promowani oficerowie Szkoły Podchorążych Lotnictwa w Dęblinie. Swoje PZL P.7a eskadra ta otrzymała od rozwiązywanej 143 eskadry myśliwskiej z Torunia.
W okresie organizacji dywizjonu dużo kłopotu przysporzyły  samoloty,  przysłane z różnych baz i parków lotniczych. Aby zapobiec wypadkom, dowódca dywizjonu zawiesił na pewien okres loty. Ekipy mechaników pracowały intensywnie nad przywróceniem samolotom ich pełnej sprawności.
W remontach uczestniczył  mechanik mł. majster woj. Józef Zubrzycki, który wspomina:

PZL P.7 otrzymane ze 143 eskadry zostały przeze mnie postawione do generalnej naprawy, w czym pomogli nam pracownicy Parku Lotniczego, oddając do lotu po dwa do trzech samolotów miesięcznie, na prośbę dowódcy dywizjonu mjr. pil. Stanisława Morawskiego.

Przez kilka pierwszych miesięcy część myśliwców PZL P.11c ze 161 eskadry nie miało zamontowanych karabinów maszynowych. Ich producent spóźniał się z dostawą broni.
Dywizjon uzyskał pełną gotowość bojową w lutym 1938. W jego skład wchodziły dwie eskadry, każda po 10 samolotów. W dowództwie dywizjonu znajdowały się dwa samoloty: jeden dowódcy i drugi oficera taktycznego. Razem 22 samoloty.
W drugiej połowie marca 1938, dywizjon został przerzucony na lotnisko Hutniki koło Brodów. Miało to związek z demonstracją siły zorganizowaną przez Polskę wobec Litwy. Pozostawał on tam przez kilka dni w pogotowiu bojowym, a po przyjęciu przez stronę litewską polskiego ultimatum, powrócił do Lwowa.
Od kwietnia do czerwca 1938 dywizjon szkolił się na obszarze południowo-wschodniej Polski.
Personel lotniczy doskonalił swoje umiejętności lotnicze na kilka sposobów. Umiejętności strzeleckie lotnicy ćwiczyli strzelając do tarcz ustawionych na ziemi, które swoim kształtem przypominały sylwetkę samolotu. Dywizjon mógł odbywać takie strzelania na odległych od Lwowa poligonach w Nadwórnej lub Powórsku. Strzelanie do samolotów ćwiczono w czasie treningowych walk powietrznych z użyciem fotokarabinu. Inne ćwiczenie polegało na tym, że pilot wyrzucał mały spadochron, a następnie, po jego rozwinięciu, wykonywał szybki zwrot w jego kierunku i próbował go uchwycić w celownik, co było rejestrowane przez fotokarabin. Ukoronowaniem ćwiczeń było strzelanie z ostrej amunicji do rękawa holowanego przez inny samolot – rękawa „H”. Bardzo ważnym elementem treningu była akrobacja lotnicza oraz szkolne walki powietrzne. Piloci ćwiczyli walki parą lub większymi grupami. Wyniki były rejestrowane na fotokarabinach i analizowane po lotach. Trenowano również ataki na samoloty eskadr liniowych.
Na przełomie lat 1938-39 piloci przeszli przeszkolenie w zakresie obsługi radiostacji krótkofalowej  typu N2L/M. Miały one zasięg około 10 km w łączności pomiędzy samolotami w powietrzu i 50 km w łączności pomiędzy ziemią i samolotem. Radiostacja nie pracowała na podsłuchu, więc trzeba było ją przełączać na nadawanie lub na odbiór. Dźwignia przełącznika fal radia znajdowała się w kabinie z lewej strony, poniżej przepustnicy, a wyłącznik na drążku sterowym. Początkowo laryngofon radia był umieszczony na gardle. W 1939 zmodernizowano je i umieszczono mikrofon nad ustami.
W sierpniu 1938  dywizjon  odbył ćwiczenia połączone z ostrym strzelaniem na poligonie błędowskim. Po ich zakończeniu eskadry przeleciały na lotnisko polowe Monasterzyska. Tutaj pełniono dyżury bojowe.
Wystawiono między innymi zasadzkę na linii miejscowości Korzec–Horodenka. Działania dywizjonu miały związek z zajęciem przez Wojsko Polskie Śląska Cieszyńskiego. Zadaniem myśliwców była osłona działania własnych wojsk, przeciwdziałanie akcji lotnictwa czechosłowackiego oraz zapobieganie przelotom samolotów sowieckich do Czechosłowacji.
W drugiej połowie października dywizjon powrócił do Skniłowa. Zimą 1938/1939 część personelu lotniczego jednostki wzięła udział w kursie narciarskim połączonym z wypoczynkiem i doskonaleniem kondycji fizycznej pilotów. W czasie zimy przeprowadzono przede wszystkim zajęcia teoretyczne. Były to wykłady i kursy z różnych przedmiotów. Podczas sprzyjającej pogody organizowano w rejonie lotniska indywidualne i zespołowe loty treningowe.
Wiosną 1939 poszczególne klucze dywizjonu dyżurowały na polowym lotnisku w okolicy Sarn, osłaniając z powietrza budowę umocnień przed penetracją obcych samolotów. Stanowiły obsadę eskadry Korpusu Ochrony Pogranicza. Personel zmieniał się, co miesiąc. W ramach KOP-u klucz stacjonował tam aż do września 1939. Obsadzał go naprzemiennie personel obu eskadr.
W połowie czerwca do dywizjonu przybyło siedmiu podchorążych pilotów – absolwentów Szkoły Podchorążych w Dęblinie i sześciu pilotów – absolwentów Szkoły Podoficerów Lotnictwa dla Małoletnich. Cały czas dawało się wyczuć wzrastające napięcie spowodowane możliwością wybuchu wojny. Intensywność szkolenia obu eskadr dywizjonu nie była jednak taka sama.

Wspominał o tym pchor. pil. Franciszek Kornicki:

Od marca cztery P.11 ze 161 eskadry stacjonowały na lądowisku nad granicą polsko-radziecką, współpracując z Korpusem Ochrony Pogranicza, z comiesięczną wymianą personelu. Stali tam do 24 sierpnia, dnia mobilizacji lotnictwa. Reszta eskadry wyruszyła w połowie sierpnia na poligon Lubitów koło Sarn, gdzie kwaterowali pod namiotami i odbywali ćwiczenia w strzelaniu do celów latających i naziemnych. 162 eskadra została w Skniłowie i ja z nią. Sądziłem, że w obu eskadrach zorganizują nam intensywne szkolenie bojowe i tak właśnie było w 161, ale 162 była w tym dość powolna i chaotyczna. Mieliśmy jedno duże ćwiczenie bliskiej osłony lekkich bombowców i jedno przechwytywania. Resztę stanowiły walki kołowe i loty w szyku, ale niestety żadnego strzelania do celów latających. Było mniej więcej dwa razy tyle pilotów co samolotów, więc kolejka do latania była długa.

## Mobilizacja dywizjonu
W nocy z 23 na 24 sierpnia dotarł do dywizjonu sygnał mobilizacyjny. Poszczególne człony dywizjonu zostały ściągnięte na macierzyste lotnisko. Zgodnie z zarządzeniem mobilizacyjnym, jednostka została przydzielona do Armii „Łódź”.
Gotowość operacyjną lwowski dywizjon uzyskał 25 sierpnia 1939.
Rzut techniczny oraz kołowy dywizjonu załadował się 26 sierpnia na transport kolejowy i wyruszył do stacji Łódź Lublinek. Transportem dowodził ppor. rez. tech. Kazimierz Dereń.

Szef mechaników 162 eskadry myśliwskiej Karol Surma tak wspomina przygotowania do przegrupowania dywizjonu i jego przybycie do Widzewa:

Dnia 25 sierpnia 1939 odbyła się przysięga III/6 dywizjonu przeprowadzona przez zastępcę dowódcy pułku, mjr. pil. Lepszego. Po przysiędze, dowódca dywizjonu mjr pil. Morawski przeprowadził odprawę personelu latającego oraz oficerów techn. i szefów mechaników, na której zarządził odlot maszyn na lotnisko polowe do Basiówki. Ja otrzymałem rozkaz przejęcia funkcji oficera technicznego w miejsce ppor. Niemczewskiego, który nie dość sprawnie wywiązywał się z powierzonych mu zadań, był on z ostatniego rocznika szkoły oficerów technicznych i nie posiadał dostatecznego doświadczenia. Po odlocie maszyn, przystąpiliśmy do ładowania całego sprzętu dywizjonu na wagony oraz uzupełnienia zapasów części zamiennych i narzędzi ze składnicy pułkowej i parku. Do świtu dnia następnego transport był gotowy. Ruszyliśmy w nieznane. Pociąg jechał szybko mijając stacje i stacyjki niczym pospieszny. Gdzieś pod Łodzią zatrzymał się na małej stacji i tam otrzymaliśmy rozkaz wyładowania i zajęcia lotniska w majątku Widzew. Dywizjon nasz został przydzielony do Armii „Łódź”. Zwózka sprzętu odbyła się sprawnie. Ja z ppor. Gandorem przystąpiliśmy do wyznaczania kwater dla dowództwa dywizjonu oraz pilotów (...) Mieliśmy kilka dni wolnych, które wykorzystaliśmy na doszkalanie techniczne rezerwistów i przygotowanie maszyn. Na środku lotniska stały dwie olbrzymie sterty zboża, pod tymi stertami urządziliśmy sobie warsztat naprawczy samolotów.

Po wyładowaniu, sprzęt III/6 dywizjonu przewieziono na lotnisko Widzew. Właścicielem majątku Widzew-Ksawerów był Polak z niemieckimi korzeniami o nazwisku Jan Herse
Lotnisko składało się z dwóch pól do wzlotów na kierunkach Łódź i Pabianice. Podstawowy pas startowy był rżyskiem, a stojące jeszcze na polu kopy owsa maskowały lądowisko. Wśród rosnących na skraju pola drzewach miały być ukrywane samoloty, a przebiegający obok rów melioracyjny miał służyć za schron przeciwodłamkowy. W dwóch dużych stogach siana urządzono warsztat remontowy dla samolotów. W pałacu majątku miały mieścić się kwatery dowództwa i pilotów. Personel naziemny zajął budynki folwarczne. W parku rozwieszono anteny do radiostacji zamontowanej na samochodzie.
Wczesnym przedpołudniem 27 sierpnia z lotniska Skniłów odleciał na lądowisko Orłówka koło Sarn klucz trzech PZL P.7a. Samoloty pochodziły z zapasów parku lotniczego 6 pułku. Kluczem dowodził por. pil. Robert Janota ze 161 eskadry myśliwskiej. Jak się później okazało, była to ostatnia obsada eskadry KOP.

Mobilizację tak opisał w swoich wspomnieniach pilot dywizjonu Franciszek Kornicki:

24 sierpnia dowódca III/6 dyonu odebrał rozkazy mobilizacyjne i wysłano mnie na P.7 do 161 eskadry na poligonie z pisemnym rozkazem natychmiastowego powrotu do bazy. Dywizjon zyskał pełną gotowość operacyjną 25 sierpnia, a po południu 26 sierpnia personel naziemny, wozy i sprzęt załadowano na specjalny pociąg pod komendą podporucznika Kazimierza Drenia, oficera technicznego dywizjonu i wysłano na stację Lublinek koło Łodzi, a stamtąd drogą na lotnisko koło wsi Widzew, dokąd dotarli 27 sierpnia. 30 sierpnia miałem randkę z moją słodką rudowłosą dziewczyną i pozwolono mi na opuszczenie bazy na parę godzin, wystarczająco, by się przywitać i pożegnać. Spotkaliśmy się w ogrodzie koło restauracji i kiedy powiedziałem, że nie mogę zostać dłużej niż pół godziny, zaprosiła mnie, żebym poznał jej rodziców i braci, którzy siedzieli przy stole w pobliżu. Byli to mili ludzie, życzyli mi wszystkiego dobrego i wszyscy mieliśmy nadzieję na szybkie kolejne spotkanie. Jednak do spotkania nigdy nie doszło i nigdy już nie zobaczyłem Lwowa.

Rzut powietrzny  otrzymał 31 sierpnia rozkaz odlotu na lotnisko alarmowe Basiówka k. Lwowa. Stamtąd, jeszcze tego samego dnia, przegrupował się na lotnisko Widzew z międzylądowaniem w Dęblinie. Personel latający ulokowano w pałacu, a techniczny w pobliskich budynkach. Samoloty zamaskowano pod drzewami.
W czasie lądowania w Widzewie ppor. pil. Kazimierz Rębalski rozbił PZL P. 11c.
W przededniu wojny III/6 dywizjon dysponował na lotnisku Ksawerów-Widzew 21 myśliwcami: 11 PZL P. 11c ze 161. EM (tej eskadrze przydzielono do obsługi dwa P.11c dowództwa dywizjonu i 10 PZL P.7a bez radiostacji ze 162 eskadry myśliwskiej oraz jeden łącznikowy RWD-8 Na lotnisku koło Sarn stał oddelegowany klucz 161 eskadry który posiadał trzy PZL P.7a z zapasów parku lotniczego 6 pułku. Tabor kołowy posiadał 20 samochodów półciężarowych Fiat 621, dwa ciągniki, dwie radiostacje samochodowe, dwa samochody sanitarne, dwa motocykle i trzy zarekwirowane samochody osobowe.

## Działania dywizjonu w kampanii wrześniowej
III/6 dywizjon myśliwski w kampanii wrześniowej walczył w ramach lotnictwa i OPL Armii „Łódź”.

## Żołnierze dywizjonu
Dowódcy dywizjonu
- mjr pil. Stanisław Morawski (1937 − 1939)

Inni oficerowie
- por. pil. Franciszek Gruszka

Obsada personalna we wrześniu 1939
- dowódca dywizjonu – mjr pil. Stanisław Morawski
- oficer operacyjno-taktyczny – por. pil. Tadeusz Jeziorowski († 4 IX 1939)
- oficer techniczny – ppor. Władysław Gandor
- lekarz dywizjonu – por. lek. Stanisław Pokrzywnicki
- pilot łącznikowy – st. sierż. pil. Prymus Grygłowicz-Kuszlis
- oficer gospodarczy – ppor. adm. rez. Falkowski
- szef łączności – st. sierż. Wierski
- operator radiostacji – kpr. Edward Kowalik
- dowódca 161 eskadry myśliwskiej – kpt. pil. Władysław Szczęśniewski
- dowódca 162 eskadry myśliwskiej – por. pil. Bernard Groszewski

## Uzbrojenie
- 2 samoloty myśliwskie PZL P.11a (w 161 em)
- 10 samoloty myśliwskie PZL P.11c (2 w dowództwie dywizjonu i 8 w 161 em)
- 10 samolotów myśliwskich PZL P.7a (w 162 em)
- 1 samolot łącznikowy RWD-8

## Lotniska
- Lwów-Skniłów (do 31 VIII 1939)
- Basiówka k. Lwowa (lotnisko alarmowe 31 VIII 1939)
- Widzew-Ksawerów (lotnisko polowe)